# شيريل غلين
شيريل غلين (بالإنجليزية: Cheryl Glenn)‏ هي أكاديمية أمريكية، ولدت في 25 سبتمبر 1950.